# Championnats du monde juniors de patinage artistique 2023
Navigation
Édition précédente Édition suivante
Les Championnats du monde juniors de patinage artistique 2023 ont lieu du 27 février au 5 mars 2023 à la WinSport de Calgary au Canada.

## Qualifications
Les patineurs sont éligibles à l'épreuve s'ils représentent une nation membre de l'Union internationale de patinage (International Skating Union en anglais) et s'ils ont atteint l'âge de 13 ans et pas encore 19 ans avant le 1er juillet 2022, sauf pour les messieurs qui participent au patinage en couple et à la danse sur glace où l'âge maximum est de 21 ans. Les fédérations nationales sélectionnent leurs patineurs en fonction de leurs propres critères, mais l'Union internationale de patinage exige un score minimum d'éléments techniques (Technical Elements Score en anglais) lors d'une compétition internationale avant les championnats du monde juniors.

### Score minimum d'éléments techniques
L'Union internationale de patinage stipule que les notes minimales doivent être obtenues lors d'une compétition internationale senior reconnue par elle-même au cours de la saison en cours ou précédente, au plus tard 21 jours avant le premier jour d'entraînement officiel.
| Score minimum d'éléments techniques                                                         | Score minimum d'éléments techniques | Score minimum d'éléments techniques |
| Discipline                                                                                  | Programme court                     | Programme libre                     |
| Messieurs                                                                                   | 25.00                               | 44.00                               |
| Dames                                                                                       | 25.00                               | 40.00                               |
| Couples                                                                                     | 23.00                               | 34.00                               |
| Danse sur glace                                                                             | 24.00                               | 38.00                               |
| ------------------------------------------------------------------------------------------- | ----------------------------------- | ----------------------------------- |
| Les scores des programmes courts et libres peuvent être obtenus à différentes compétitions. |                                     |                                     |

### Nombre d'inscriptions par discipline
Sur la base des résultats des championnats du monde juniors 2022, l'Union internationale de patinage autorise chaque pays à avoir de une à trois inscriptions par discipline.
| Nombre d'inscriptions                                             | Messieurs                         | Dames                   | Couples                                             | Danse sur glace                                  |
| ----------------------------------------------------------------- | --------------------------------- | ----------------------- | --------------------------------------------------- | ------------------------------------------------ |
| 3                                                                 | Canada États-Unis Kazakhstan      | Corée du Sud États-Unis | Australie Canada Géorgie                            | Canada États-Unis                                |
| 2                                                                 | Estonie Italie Japon Suède Suisse | Estonie Japon Suisse    | Allemagne États-Unis France Italie Tchéquie Ukraine | Allemagne Chypre Corée du Sud France Royaume-Uni |
| Si non répertorié ci-dessus, une seule inscription est autorisée. |                                   |                         |                                                     |                                                  |

Le 1er mars 2022, l'Union internationale de patinage interdit aux patineurs artistiques et aux officiels de la fédération de Russie et de la Biélorussie de participer et d'assister à toutes les compétitions internationales en raison de l'invasion russe de l'Ukraine le 24 février 2022. Ainsi ces deux pays sont absents des championnats du monde juniors 2023, 12 mois après le début du conflit, pour la deuxième année consécutive.

## Podiums
| Épreuves                            | Or                                | Argent                                        | Bronze                            |
| ----------------------------------- | --------------------------------- | --------------------------------------------- | --------------------------------- |
| Messieurs résultats détaillés       | Kao Miura                         | Naoki Rossi                                   | Nozomu Yoshioka                   |
| Dames résultats détaillés           | Mao Shimada                       | Shin Ji-a                                     | Ami Nakai                         |
| Couples résultats détaillés         | Sophia Baram / Daniel Tioumentsev | Anastasia Golubeva / Hektor Giotopoulos Moore | Violetta Sierova / Ivan Khobta    |
| Danse sur glace résultats détaillés | Kateřina Mrázková / Daniel Mrázek | Hannah Lim / Ye Quan                          | Nadiia Bashynska / Peter Beaumont |

## Tableau des médailles
| Rang  | Nation       | Or | Argent | Bronze | Total |
| ----- | ------------ | -- | ------ | ------ | ----- |
| 1     | Japon        | 2  | 0      | 2      | 4     |
| 2     | États-Unis   | 1  | 0      | 0      | 1     |
| 2     | Tchéquie     | 1  | 0      | 0      | 1     |
| 4     | Corée du Sud | 0  | 2      | 0      | 2     |
| 5     | Australie    | 0  | 1      | 0      | 1     |
| 5     | Suisse       | 0  | 1      | 0      | 1     |
| 7     | Canada       | 0  | 0      | 1      | 1     |
| 7     | Ukraine      | 0  | 0      | 1      | 1     |
| Total | Total        | 4  | 4      | 4      | 12    |

## Détails des compétitions

### Messieurs
| Rang                                        | Nom                         | Pays             | Points | Programme court | Programme court | Programme libre | Programme libre |
| ------------------------------------------- | --------------------------- | ---------------- | ------ | --------------- | --------------- | --------------- | --------------- |
| 1                                           | Kao Miura                   | Japon            | 264.74 | 1               | 85.11           | 1               | 179.63          |
| 2                                           | Naoki Rossi                 | Suisse           | 220.68 | 3               | 79.46           | 3               | 141.22          |
| 3                                           | Nozomu Yoshioka             | Japon            | 217.79 | 7               | 76.44           | 2               | 141.35          |
| 4                                           | Nikolaj Memola              | Italie           | 216.44 | 6               | 76.72           | 4               | 139.72          |
| 5                                           | Wesley Chiu                 | Canada           | 213.88 | 2               | 80.56           | 8               | 133.32          |
| 6                                           | Kim Hyun-gyeom              | Corée du Sud     | 213.56 | 8               | 75.77           | 6               | 137.79          |
| 7                                           | Lucas Broussard             | États-Unis       | 209.47 | 4               | 77.01           | 9               | 132.46          |
| 8                                           | Chen Yudong                 | Chine            | 205.12 | 14              | 65.93           | 5               | 139.19          |
| 9                                           | Arlet Levandi               | Estonie          | 204.73 | 12              | 71.01           | 7               | 133.72          |
| 10                                          | Daniel Martynov             | États-Unis       | 204.67 | 10              | 73.93           | 10              | 130.74          |
| 11                                          | Andreas Nordebäck           | Suède            | 204.32 | 5               | 76.82           | 13              | 127.50          |
| 12                                          | François Pitot              | France           | 202.43 | 9               | 74.91           | 12              | 127.52          |
| 13                                          | Aleksa Rakic                | Canada           | 200.94 | 11              | 71.34           | 11              | 129.60          |
| 14                                          | Adam Hagara                 | Slovaquie        | 193.35 | 13              | 66.71           | 14              | 126.64          |
| 15                                          | Kyrylo Marsak               | Ukraine          | 191.65 | 15              | 65.55           | 15              | 126.10          |
| 16                                          | Dias Jirenbayev             | Kazakhstan       | 182.86 | 22              | 59.77           | 16              | 123.09          |
| 17                                          | Edward Appleby              | Royaume-Uni      | 173.87 | 17              | 62.49           | 18              | 111.38          |
| 18                                          | Konstantin Supatashvili     | Géorgie          | 173.70 | 24              | 58.97           | 17              | 114.73          |
| 19                                          | Jakub Lofek                 | Pologne          | 170.42 | 20              | 60.95           | 19              | 109.47          |
| 20                                          | Rakhat Bralin               | Kazakhstan       | 166.47 | 19              | 62.47           | 21              | 104.00          |
| 21                                          | Aleksandr Vlasenko          | Hongrie          | 166.41 | 21              | 60.65           | 20              | 105.76          |
| 22                                          | Raffaele Francesco Zich     | Italie           | 165.19 | 18              | 62.48           | 22              | 102.71          |
| 23                                          | Casper Johansson            | Suède            | 161.91 | 23              | 59.25           | 23              | 102.66          |
| 24                                          | Noah Bodenstein             | Suisse           | 158.32 | 16              | 62.83           | 24              | 95.49           |
| Patineurs éliminés après le programme court |                             |                  |        |                 |                 |                 |                 |
| 25                                          | Lev Vinokur                 | Israël           |        | 25              | 58.90           | NC              | NC              |
| 26                                          | Yanhao Li                   | Nouvelle-Zélande |        | 26              | 57.88           | NC              | NC              |
| 27                                          | Edward Vasii                | Canada           |        | 27              | 57.22           | NC              | NC              |
| 28                                          | Li Yu-Hsiang                | Taipei chinois   |        | 28              | 56.67           | NC              | NC              |
| 29                                          | Makar Suntsev               | Finlande         |        | 29              | 56.49           | NC              | NC              |
| 30                                          | David Sedej                 | Slovénie         |        | 30              | 55.62           | NC              | NC              |
| 31                                          | Jegor Martsenko             | Estonie          |        | 31              | 55.58           | NC              | NC              |
| 32                                          | Ali Efe Güneş               | Turquie          |        | 32              | 55.16           | NC              | NC              |
| 33                                          | Hugo Willi Herrmann         | Allemagne        |        | 33              | 54.71           | NC              | NC              |
| 34                                          | Michael Xie                 | États-Unis       |        | 34              | 53.46           | NC              | NC              |
| 35                                          | Oleg Melnikov               | Kazakhstan       |        | 35              | 51.79           | NC              | NC              |
| 36                                          | Zhao Heung Lai              | Hong Kong        |        | 36              | 51.50           | NC              | NC              |
| 37                                          | Semen Daniliants            | Arménie          |        | 37              | 50.79           | NC              | NC              |
| 38                                          | Adrián Jiménez de Baldomero | Espagne          |        | 38              | 46.43           | NC              | NC              |
| 39                                          | Kirills Korkacs             | Lettonie         |        | 39              | 45.40           | NC              | NC              |
| 40                                          | Tobia Oellerer              | Autriche         |        | 40              | 43.85           | NC              | NC              |
| 41                                          | Daniel Korabelnik           | Lituanie         |        | 41              | 38.12           | NC              | NC              |
| 42                                          | Filip Kaymakchiev           | Bulgarie         |        | 42              | 36.28           | NC              | NC              |

### Dames
| Rang                                          | Nom                         | Pays         | Points | Programme court | Programme court | Programme libre | Programme libre |
| --------------------------------------------- | --------------------------- | ------------ | ------ | --------------- | --------------- | --------------- | --------------- |
| 1                                             | Mao Shimada                 | Japon        | 224.54 | 1               | 71.78           | 1               | 152.76          |
| 2                                             | Shin Ji-a                   | Corée du Sud | 201.90 | 2               | 71.19           | 2               | 130.71          |
| 3                                             | Ami Nakai                   | Japon        | 197.40 | 3               | 67.28           | 3               | 130.12          |
| 4                                             | Kim Yun-jae                 | Corée du Sud | 193.62 | 4               | 63.97           | 4               | 129.65          |
| 5                                             | Kwon Min-sol                | Corée du Sud | 191.06 | 6               | 62.82           | 5               | 128.24          |
| 6                                             | An Xiangyi                  | Chine        | 183.94 | 5               | 63.91           | 8               | 120.03          |
| 7                                             | Kimmy Repond                | Suisse       | 180.32 | 10              | 57.96           | 6               | 122.36          |
| 8                                             | Clare Seo                   | États-Unis   | 172.62 | 9               | 58.41           | 9               | 114.21          |
| 9                                             | Inga Gurgenidze             | Géorgie      | 172.50 | 19              | 52.02           | 7               | 120.48          |
| 10                                            | Kaiya Ruiter                | Canada       | 169.65 | 11              | 57.71           | 11              | 111.94          |
| 11                                            | Lorine Schild               | France       | 168.35 | 7               | 61.04           | 13              | 107.31          |
| 12                                            | Niina Petrõkina             | Estonie      | 167.48 | 15              | 55.67           | 12              | 111.81          |
| 13                                            | Nikola Fomchenkova          | Lettonie     | 166.03 | 17              | 53.16           | 10              | 112.87          |
| 14                                            | Maria Eliise Kaljuvere      | Estonie      | 161.08 | 8               | 58.42           | 14              | 102.66          |
| 15                                            | Soho Lee                    | États-Unis   | 149.16 | 16              | 54.23           | 15              | 94.93           |
| 16                                            | Polina Dzsumanyijazova      | Hongrie      | 144.88 | 12              | 57.35           | 17              | 87.53           |
| 17                                            | Stefania Yakovleva          | Chypre       | 144.23 | 22              | 50.08           | 16              | 94.15           |
| 18                                            | Noelle Streuli              | Pologne      | 140.59 | 13              | 56.40           | 19              | 84.19           |
| 19                                            | Josephine Lee               | États-Unis   | 138.22 | 14              | 56.09           | 21              | 82.13           |
| 20                                            | Barbora Tykalová            | Tchéquie     | 136.07 | 20              | 50.41           | 18              | 85.66           |
| 21                                            | Phattaratida Kaneshige      | Thaïlande    | 133.18 | 21              | 50.11           | 20              | 83.07           |
| 22                                            | Livia Kaiser                | Suisse       | 130.95 | 18              | 52.71           | 23              | 78.24           |
| 23                                            | Jade Hovine                 | Belgique     | 127.68 | 24              | 48.57           | 22              | 79.11           |
| 24                                            | Julia van Dijk              | Pays-Bas     | 117.90 | 23              | 48.58           | 24              | 69.32           |
| Patineuses éliminées après le programme court |                             |              |        |                 |                 |                 |                 |
| 25                                            | Gabriella Grinberg          | Israël       |        | 25              | 47.99           | NC              | NC              |
| 26                                            | Iida Karhunen               | Finlande     |        | 26              | 47.82           | NC              | NC              |
| 27                                            | Anna Pezzetta               | Italie       |        | 27              | 47.47           | NC              | NC              |
| 28                                            | Vanesa Šelmeková            | Slovaquie    |        | 28              | 47.16           | NC              | NC              |
| 29                                            | Olesya Ray                  | Allemagne    |        | 29              | 44.97           | NC              | NC              |
| 30                                            | Hannah Frank                | Autriche     |        | 30              | 44.59           | NC              | NC              |
| 31                                            | Zoja Kramar                 | Slovénie     |        | 31              | 42.97           | NC              | NC              |
| 32                                            | Nina Fredriksson            | Suède        |        | 32              | 42.44           | NC              | NC              |
| 33                                            | Natalia Acosta Moisés       | Mexique      |        | 33              | 42.40           | NC              | NC              |
| 34                                            | Fatma Yade Karlıklı         | Turquie      |        | 34              | 42.15           | NC              | NC              |
| 35                                            | Anna Levkovets              | Kazakhstan   |        | 35              | 40.47           | NC              | NC              |
| 36                                            | Katherine Ong Pui Kuan      | Malaisie     |        | 36              | 40.24           | NC              | NC              |
| 37                                            | Babeth Hansson-Östergaard   | Danemark     |        | 37              | 40.08           | NC              | NC              |
| 38                                            | Alexa Severn                | Royaume-Uni  |        | 38              | 39.14           | NC              | NC              |
| 39                                            | Oda Tønnesen Havgar         | Norvège      |        | 39              | 38.66           | NC              | NC              |
| 40                                            | Daria Afinogenova           | Lituanie     |        | 40              | 38.05           | NC              | NC              |
| 41                                            | Sofia Lexi Jacqueline Frank | Philippines  |        | 41              | 37.05           | NC              | NC              |
| 42                                            | Vlada Vasiliev              | Australie    |        | 42              | 36.93           | NC              | NC              |
| 43                                            | Tsz Ching Chan              | Hong Kong    |        | 43              | 36.32           | NC              | NC              |
| 44                                            | Ana-Sofia Beschea           | Roumanie     |        | 44              | 36.06           | NC              | NC              |
| 45                                            | Stella Makri                | Grèce        |        | 45              | 35.59           | NC              | NC              |
| 46                                            | Chiara Hristova             | Bulgarie     |        | 46              | 35.08           | NC              | NC              |
| 47                                            | Sofiia Hryhorenko           | Ukraine      |        | 47              | 28.64           | NC              | NC              |

### Couples
| Rang | Nom                                           | Pays       | Points | Programme court | Programme court | Programme libre | Programme libre |
| ---- | --------------------------------------------- | ---------- | ------ | --------------- | --------------- | --------------- | --------------- |
| 1    | Sophia Baram / Daniel Tioumentsev             | États-Unis | 183.47 | 1               | 66.95           | 1               | 116.52          |
| 2    | Anastasia Golubeva / Hektor Giotopoulos Moore | Australie  | 170.36 | 3               | 59.18           | 2               | 111.18          |
| 3    | Violetta Sierova / Ivan Khobta                | Ukraine    | 159.39 | 4               | 58.47           | 3               | 100.92          |
| 4    | Haruna Murakami / Sumitada Moriguchi          | Japon      | 154.71 | 6               | 55.69           | 4               | 99.02           |
| 5    | Oxana Vouillamoz / Flavien Giniaux            | France     | 153.59 | 2               | 60.58           | 6               | 93.01           |
| 6    | Ava Kemp / Yohnatan Elizarov                  | Canada     | 149.03 | 5               | 55.88           | 5               | 93.15           |
| 7    | Naomi Williams / Lachlan Lewer                | États-Unis | 145.05 | 7               | 52.13           | 7               | 92.92           |
| 8    | Chloe Panetta / Kieran Thrasher               | Canada     | 135.73 | 9               | 47.41           | 8               | 88.32           |
| 9    | Barbora Kuciánová / Lukáš Vochozka            | Tchéquie   | 132.15 | 8               | 48.38           | 10              | 83.77           |
| 10   | Yang Yixi / Deng Shunyang                     | Chine      | 131.97 | 10              | 47.19           | 9               | 84.78           |
| 11   | Ashlyn Schmitz / Tristan Taylor               | Canada     | 118.92 | 11              | 45.83           | 12              | 73.09           |
| 12   | Louise Ehrhard / Matthis Pellegris            | France     | 113.75 | 13              | 40.43           | 11              | 73.32           |
| 13   | Aliyah Ackermann / Tobija Harms               | Allemagne  | 110.44 | 12              | 40.96           | 14              | 69.48           |
| 14   | Sonja Löwenherz / Robert Löwenherz            | Allemagne  | 104.25 | 14              | 34.24           | 13              | 70.01           |

### Danse sur glace
| Rang                                               | Nom                                               | Pays         | Points | Danse rythmique | Danse rythmique | Danse libre | Danse libre |
| -------------------------------------------------- | ------------------------------------------------- | ------------ | ------ | --------------- | --------------- | ----------- | ----------- |
| 1                                                  | Kateřina Mrázková / Daniel Mrázek                 | Tchéquie     | 177.36 | 1               | 71.19           | 1           | 106.17      |
| 2                                                  | Hannah Lim / Ye Quan                              | Corée du Sud | 174.39 | 2               | 71.08           | 2           | 103.31      |
| 3                                                  | Nadiia Bashynska / Peter Beaumont                 | Canada       | 169.13 | 4               | 68.00           | 3           | 101.13      |
| 4                                                  | Phebe Bekker / James Hernandez                    | Royaume-Uni  | 169.07 | 3               | 68.89           | 4           | 100.18      |
| 5                                                  | Leah Neset / Artem Markelov                       | États-Unis   | 162.59 | 7               | 64.01           | 5           | 98.58       |
| 6                                                  | Célina Fradji / Jean-Hans Fourneaux               | France       | 156.92 | 5               | 65.81           | 8           | 91.11       |
| 7                                                  | Sandrine Gauthier / Quentin Thieren               | Canada       | 156.65 | 8               | 63.09           | 6           | 93.56       |
| 8                                                  | Jenna Hauer / Benjamin Starr                      | États-Unis   | 154.12 | 9               | 62.05           | 7           | 92.07       |
| 9                                                  | Helena Carhart / Volodymyr Horovyi                | États-Unis   | 149.87 | 11              | 61.34           | 9           | 88.53       |
| 10                                                 | Angelina Kudryavtseva / Ilia Karankevich          | Chypre       | 149.86 | 10              | 61.35           | 10          | 88.51       |
| 11                                                 | Elizabeth Tkachenko / Alexei Kiliakov             | Israël       | 147.85 | 13              | 59.72           | 11          | 88.13       |
| 12                                                 | Mariia Pinchuk / Mykyta Pogorielov                | Ukraine      | 145.31 | 12              | 60.91           | 12          | 84.40       |
| 13                                                 | Louise Bordet / Thomas Gipoulou                   | France       | 141.56 | 15              | 57.59           | 13          | 83.97       |
| 14                                                 | Hailey Yu / Brendan Giang                         | Canada       | 140.71 | 14              | 57.96           | 14          | 82.75       |
| 15                                                 | Karla Maria Karl / Kai Hoferichter                | Allemagne    | 138.57 | 17              | 56.08           | 16          | 82.49       |
| 16                                                 | Nao Kida / Masaya Morita                          | Japon        | 136.72 | 18              | 54.19           | 15          | 82.53       |
| 17                                                 | Noemi Maria Tali / Stefano Frasca                 | Italie       | 135.81 | 16              | 56.89           | 18          | 78.92       |
| 18                                                 | Ashlie Slatter / Atl Ongay-Perez                  | Royaume-Uni  | 132.91 | 20              | 53.95           | 17          | 78.96       |
| 19                                                 | Grace Elizabeth Vainik / Yehor Barshak            | Géorgie      | 126.54 | 19              | 54.15           | 19          | 72.39       |
| Abandon                                            | Darya Grimm / Michail Savitskiy                   | Allemagne    |        | 6               | 65.67           | NC          | NC          |
| Couples de danse éliminés après la danse rythmique |                                                   |              |        |                 |                 |             |             |
| 21                                                 | Milla O'Brien / Laurin Wiederkehr                 | Suisse       |        | 21              | 49.75           | NC          | NC          |
| 22                                                 | Li Xuantong / Wang Xinkang                        | Chine        |        | 22              | 49.25           | NC          | NC          |
| 23                                                 | Sofiia Dovhal / Wiktor Kulesza                    | Pologne      |        | 23              | 49.16           | NC          | NC          |
| 24                                                 | Anita Straub / Andreas Straub                     | Autriche     |        | 24              | 46.85           | NC          | NC          |
| 25                                                 | Kim Jin-ny / Lee Nam-u                            | Corée du Sud |        | 25              | 46.37           | NC          | NC          |
| 26                                                 | Athena Faith Roberts / Eric Alis                  | Espagne      |        | 26              | 46.06           | NC          | NC          |
| 27                                                 | Irmak Yücel / Nikita Ivanov                       | Turquie      |        | 27              | 41.74           | NC          | NC          |
| 28                                                 | Maya Benkiewicz / Mark Shapiro                    | Hongrie      |        | 28              | 40.94           | NC          | NC          |
| 29                                                 | Sofiia Beznosikova / Max Archadi Brunovitch Leleu | Belgique     |        | 29              | 40.49           | NC          | NC          |
| 30                                                 | Harlow Lynella Stanley / Nikita Sosnenko          | Mexique      |        | 30              | 39.65           | NC          | NC          |